# Oenopota pyramidalis
Oenopota pyramidalis é uma espécie de gastrópode do gênero Oenopota, pertencente a família Mangeliidae.